# Гам-Лейк (Міннесота)
Гам-Лейк (англ. Ham Lake) — місто (англ. city) в США, в окрузі Анока штату Міннесота. Населення — 16 464 особи (2020).

## Географія
Гам-Лейк розташований за координатами 45°15′17″ пн. ш. 93°11′42″ зх. д. / 45.25472° пн. ш. 93.19500° зх. д. (45.254752, -93.194878).  За даними Бюро перепису населення США в 2010 році місто мало площу 92,50 км², з яких 89,08 км² — суходіл та 3,43 км² — водойми.

## Демографія
Згідно з переписом 2010 року, у місті мешкало 15 296 осіб у 5171 домогосподарстві у складі 4228 родин. Густота населення становила 165 осіб/км².  Було 5378 помешкань (58/км²).
Расовий склад населення:
| - 94,4 % — білих - 2,5 % — азіатів - 0,7 % — чорних або афроамериканців - 0,4 % — корінних американців |

До двох чи більше рас належало 1,3 %. Частка іспаномовних становила 2,2 % від усіх жителів.
За віковим діапазоном населення розподілялося таким чином: 27,5 % — особи молодші 18 років, 64,1 % — особи у віці 18—64 років, 8,4 % — особи у віці 65 років та старші. Медіана віку мешканця становила 40,1 року. На 100 осіб жіночої статі у місті припадало 104,5 чоловіків;  на 100 жінок у віці від 18 років та старших — 103,1 чоловіків також старших 18 років.
Середній дохід на одне домашнє господарство  становив 109 566 доларів США (медіана — 91 603), а середній дохід на одну сім'ю — 118 574 долари (медіана — 101 328). Медіана доходів становила 62 986 доларів для чоловіків та 51 226 доларів для жінок. За межею бідності перебувало 4,7 % осіб, у тому числі 5,5 % дітей у віці до 18 років та 2,9 % осіб у віці 65 років та старших.
Цивільне працевлаштоване населення становило 8256 осіб. Основні галузі зайнятості: освіта, охорона здоров'я та соціальна допомога — 19,0 %, виробництво — 18,7 %, роздрібна торгівля — 12,1 %, науковці, спеціалісти, менеджери — 11,9 %.